# Оскар (фільм, 1967)
«Оскар» (фр. Oscar) — французька кінокомедія 1967 року режисера Едуара Молінаро з Луї де Фюнесом у головній ролі. Фільм є екранізацією успішної п'єси Клода Мане, поставленої в театрі за участю Луї де Фюнеса чотири рази — у 1959, 1961, 1971 та 1972 роках.

## Сюжет
Бертран Барньє — великий промисловець, до якого з самого ранку приходить його керуючий справами Крістіан. Він заявляє, що любить його доньку Колет, а після цього зізнається, що вкрав у підприємця кругленьку суму. До того ж бізнесмен дізнається, що його покоївка звільняється і відразу стає баронесою.
Колет заявляє, що вагітна від колишнього шофера, на ім'я Оскар. Крім того, з'ясуються, що вона зовсім не донька Барньє і, не бажаючи залишатися старою дівою, готова вийти заміж за першого зустрічного…
До того ж до цієї історії домішуються дві чорні валізи, одна з яких набита грошима і коштовностями, а інша жіночою нижньою білизною… Як тут, від таких подій, що відбуваються протягом одного дня, «бідному» Бертрану не збожеволіти?!

## У ролях
- Луї де Фюнес (Louis de Funès) — Бертран Барньє
- Клод Ріш (Claude Rich) — Крістіан Мартен
- Клод Жансак (Claude Gensac) — Жермен Барньє
- Агата Натансон (Agathe Natanson) — Колетт Барньє
- Маріо Давід (Mario David) — Філіпп Дюбуа, масажист-спортсмен
- Домінік Паж (Dominique Page) — Бернадет, служниця
- Сільвія Сорель (Sylvia Saurel) — Жаклін, позашлюбна дочка Бертрана
- Поль Пребуа (Paul Préboist) — Шарль, дворецкий в домі Барньє
- Жермен Дельба (Germaine Delbat) — Шарлотт, мати Жаклін
- Рогер ван Хоол (Roger van Hool) — Оскар, звільнений водій Барньє
- Філіпп Валлорі (Philippe Vallauris) — водій барона

## Цікаві факти
- На основі тієї ж п'єси Клода Мане в 1991 році був знятий голлівудський фільм «Оскар» з Сильвестром Сталлоне в головній ролі.